# Gūlokh Kalam
Gūlokh Kalam (persiska: كُلوخِ كَلَم, كُلوخ كَلَم, گولخ کلم, Sangakī, Kolūkh-e Kalam, سنگکی, کولغ کلم, گُلِ كَلَم, سنکگی) är en ort i Iran.   Den ligger i provinsen Hormozgan, i den sydöstra delen av landet, 1 100 km sydost om huvudstaden Teheran. Gūlokh Kalam ligger 15 meter över havet och antalet invånare är 306.
Terrängen runt Gūlokh Kalam är platt. Runt Gūlokh Kalam är det ganska glesbefolkat, med 25 invånare per kvadratkilometer. Närmaste större samhälle är Mīnāb, 13,4 km norr om Gūlokh Kalam. Trakten runt Gūlokh Kalam är ofruktbar med lite eller ingen växtlighet.